# Charles Hudon
Charles Simard-Hudon (* 23. Juni 1994 in Alma, Québec) ist ein kanadischer Eishockeyspieler, der seit Juli 2025 bei Djurgårdens IF aus der Svenska Hockeyligan (SHL) unter Vertrag steht und dort auf der Position des linken Flügelstürmers spielt. Zuvor absolvierte Hudon unter anderem 136 Spiele für die Canadiens de Montréal und Colorado Avalanche in der National Hockey League (NHL).

## Karriere

### Jugend
Charles Hudon spielte in seiner Jugend unter anderem für die Vikings de Saint-Eustache, bevor er 2010 im Entry Draft der Ligue de hockey junior majeur du Québec (LHJMQ) an sechster Position von den Saguenéens de Chicoutimi ausgewählt wurde. Bei den Saguenéens etablierte sich der Flügelstürmer prompt als regelmäßiger Scorer, erzielte in seiner ersten LHJMQ-Saison 60 Scorerpunkte in 63 Spielen und wurde infolgedessen mit der Coupe RDS und der Trophée Michel Bergeron als bester Rookie der Liga ausgezeichnet sowie ins LHJMQ All-Rookie Team berufen. Nachdem er diese Leistung in der folgenden Spielzeit bestätigt hatte, wählten ihn die Canadiens de Montréal im NHL Entry Draft 2012 an 122. Position aus. Mit Beginn der Saison 2012/13 übernahm Hudon das Amt des Mannschaftskapitäns in Chicoutimi, bevor ihn die Canadiens im Mai 2013 mit einem Einstiegsvertrag ausstatteten. Anschließend gab der Kanadier bei den Hamilton Bulldogs, dem Farmteam Montréals, sein Profidebüt in der American Hockey League (AHL), konnte sich dort allerdings vorerst nicht etablieren und kehrte für ein weiteres Jahr in die LHJMQ zurück. Dabei gaben ihn die Saguenéens im Januar 2014 im Tausch für vier Draft-Wahlrechte an die Drakkar de Baie-Comeau ab, mit denen er in der Folge das Playoff-Finale um die Coupe du Président erreichte, dort allerdings den Foreurs de Val-d’Or unterlag.

### Profibereich
Mit Beginn der Spielzeit 2014/15 wechselte Hudon fest in die Organisation der Canadiens und verbrachte vorerst eine komplette Saison bei den Hamilton Bulldogs, bei denen er mit 57 Punkten zweitbester Scorer wurde und daher zum AHL All-Star Classic sowie ins AHL All-Rookie Team berufen wurde. Im Dezember 2015 gab er schließlich sein Debüt für die Canadiens in der National Hockey League (NHL), kam aber, ebenso wie im Folgejahr, auf nur drei Einsätze in der ranghöchsten Liga Nordamerikas. Den Großteil der Zeit verbrachte der Angreifer stattdessen beim neuen AHL-Farmteam, den St. John’s IceCaps, bis er sich im Rahmen der Vorbereitung auf die Spielzeit 2017/18 einen Platz im NHL-Aufgebot Montréal erspielte und dort seither regelmäßig zum Einsatz kam.
Nachdem sein Vertrag nach der Spielzeit 2019/20 nicht verlängert worden war, wechselte Hudon erstmals nach Europa, indem er sich dem Lausanne HC aus der Schweizer National League anschloss. Dort war er ein Jahr aktiv, ehe er im Juli 2021 einen Einjahresvertrag bei den Tampa Bay Lightning unterzeichnete und somit in die NHL zurückkehrte. Ebenfalls als Free Agent wechselte er im Juli 2022 zur Colorado Avalanche, ehe er im Juli 2023 einen auf die AHL beschränkten Vertrag bei den Ontario Reign unterzeichnete. Nachdem er dort zwei Spielzeiten verbracht hatte, wechselte Hudon im Juli 2025 zum Aufsteiger Djurgårdens IF in die Svenska Hockeyligan (SHL).

### International
Auf internationalem Niveau debütierte Hudon im Rahmen der World U-17 Hockey Challenge 2011, bei der er mit der kanadischen Auswahl ebenso den vierten Platz belegte wie wenig später bei der U18-Weltmeisterschaft 2011. Noch im gleichen Jahr folgte der Gewinn der Goldmedaille beim Ivan Hlinka Memorial Tournament 2011, bevor der Angreifer mit der U20-Nationalmannschaft bei der U20-Weltmeisterschaft 2014 einen weiteren vierten Rang erreichte.

## Erfolge und Auszeichnungen
| - 2011 Coupe RDS - 2011 Trophée Michel Bergeron - 2011 LHJMQ All-Rookie Team - 2015 Teilnahme am AHL All-Star Classic | - 2015 AHL All-Star Classic MVP (gemeinsam mit Jacob Markström) - 2015 AHL All-Rookie Team - 2020 Teilnahme am AHL All-Star Classic |

### International
- 2011 Goldmedaille beim Ivan Hlinka Memorial Tournament

## Karrierestatistik
Stand: Ende der Saison 2024/25

### International
Vertrat Kanada bei:
- World U-17 Hockey Challenge 2011
- U18-Weltmeisterschaft 2011
- Ivan Hlinka Memorial Tournament 2011
- U20-Weltmeisterschaft 2014

(Legende zur Spielerstatistik: Sp oder GP = absolvierte Spiele; T oder G = erzielte Tore; V oder A = erzielte Assists; Pkt oder Pts = erzielte Scorerpunkte; SM oder PIM = erhaltene Strafminuten; +/− = Plus/Minus-Bilanz; PP = erzielte Überzahltore; SH = erzielte Unterzahltore; GW = erzielte Siegtore; 1 Play-downs/Relegation; Kursiv: Statistik nicht vollständig)